# Federacja Drużyn im. Cichociemnych
Federacja Drużyn im. Cichociemnych - lokalna polska organizacja harcerska funkcjonująca w latach 1991-1997 w Krakowie. 
Przewodniczącym był dh Mariusz Schabikowski. Organizacja działała też na terenie Śląska (Gliwicko-Tarnogórski Związek Drużyn)
Komendantem tej jednostki był dh Radosław Jasiński. Siedzibą Śląskiego oddziału były Gliwice. Gliwicko-Tarnogórski Związek Drużyn działał trzy lata w okresie od 1994 do 1997.

## Historia
Jako samodzielna organizacja zarejestrowane w 1992 r. Powstało w 1991 r. jako ruch programowo-metodyczny w ZHP. Współpracowała z Federacją Harcerstwa Polskiego i z Regionalnym Forum Organizacji Socjalnych. Posiadała 6 oddziałów. Liczyła około 250 członków.
Aktualnie zaprzestała działalności.